# 蟲忍 ―ムシニン―
『蟲忍 ―ムシニン―』は、古橋秀之、前嶋重機共著（原案とイラストは前嶋重機、小説は古橋秀之）による日本のライトノベル。徳間デュアル文庫刊。

## 概要
人類最後の都、その周辺部を跋扈する異形の神を狩る半人半怪の修羅「蟲忍」。その一人であり、そして魔物でもある境界の存在として、同胞達に追われるくノ一“綾辻風”の阿音（アイン）の苛烈な生き様を描く。
元は前嶋が自身の漫画作品として考案したものであり、それを元に古橋がライトノベルとして再構築した。当初のタイトルはカタカナのみの「ムシニン」。「ムシ」は本来ヘビを表し、不死の象徴であるヘビを引っ掛けて「蟲忍」と「無死人」のダブルミーニングの予定だった。
なお、「robot」、「季刊GELATIN」誌上にて連載された前嶋の漫画『DRAGON FLY』は、本作のスピンオフ作品である（『DRAGON FLY』1巻の後書き漫画より）。

## 既刊一覧
- 『蟲忍 ―ムシニン―』 ISBN 4-19-905146-5